# 99-й отдельный батальон управления и обеспечения
99-й отдельный батальон управления и обеспечения (укр. 99 окремий батальйон управління та забезпечення) в/ч А3628 — батальон управления и обеспечения в составе Сил специальных операций Украины.

## Описание

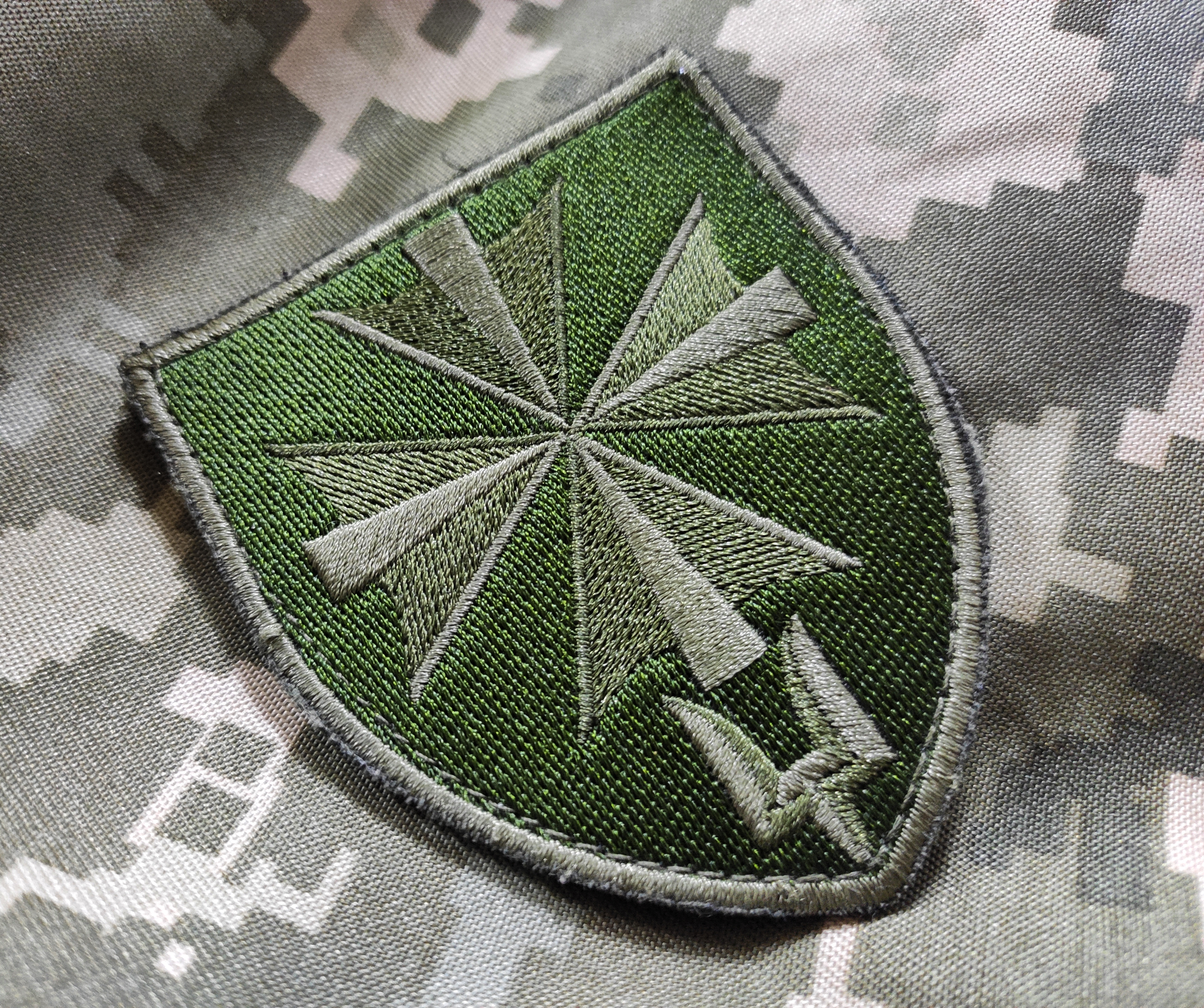
Нарукавная нашивка

## История
Указом Президента Украины от 14 марта 2016 № 92 было предусмотрено создание Сил специальных операций как отдельного рода войск. 7 июля 2016 года Верховной Радой Украины был принят закон № 4795 «О внесении изменений в некоторые законы Украины относительно Сил специальных операций Вооружённых Сил Украины» (26 июля того же года Закон был подписан Президентом Украины). Для обеспечения активных действий Сил специальных операций был создан 99-й отдельный батальон управления и обеспечения.
99-й батальон имеет четыре направления деятельности: тыл, вооружение, морально-психологическое и боевое обеспечение 
Изначально батальон был расположен в Житомирской области в городе Бердичев. Однако впоследствии он был переведён в Киевскую область в город Бровары.
С августа 2017 года подразделения 99-го отдельного батальона управления и обеспечения участвуют в боевых действиях на территории Донбасса. С 17 по 18 февраля 2018 года волейбольный клуб 99-го батальона «РЕЙД» принял участия Первом открытом Всеукраинском волейбольном чемпионате Волейбольной лиги участников АТО.